# 西康高速公路
西安至安康高速公路，简称西康高速，是中国国家高速公路网国道主干线包茂高速公路（G65）和银百高速公路（G69）在陕西省境内的共线路段，也是陕西省“2367”高速公路网南北纵线“榆康线”的重要路段。由西安市经商洛市至安康市，途经长安区、柞水县、镇安县、旬阳县。

## 路段

### 西安至柞水段
简称“西柞高速”，于2002年9月29日开工建设，2007年1月20日建成通车。起点位于西安绕城高速公路曲江立交，终点位于柞水县营盘镇，全长43.487公里（不含秦岭终南山隧道及其连接线），其中，秦岭以北路线长30.138公里，秦岭以南路线长13.349公里。全线按双向四车道高速公路标准建设，设管理处1处，服务区1处，收费站4处，养护工区1处。概算投资19.25亿元，全线工程数量为：路基土石方523.5万立方米，桥梁工程（全幅）9866.38米/47座，互通式立交4处，隧道工程（按单洞计）9248.497米/19座。

### 秦岭终南山隧道及其连接线
秦岭终南山隧道及其连接线，于2007年1月20日通车，北起西安市长安区青岔，南至商洛市柞水县营盘镇，全长21.5公里。其中，穿越秦岭主峰的秦岭终南山公路隧道全长18.02公里，是世界最长的双洞山岭公路隧道。

### 柞水至小河段
简称“柞小高速”，2008年11月28日建成通车。起于柞水县营盘镇，与西柞高速公路相接，途经乾佑镇、下梁镇、石瓮镇、镇安县回龙镇、永乐镇、青铜关镇，止于安康市旬阳县小河镇，与小康高速公路相接，全长71.67公里，其中路基25.03公里，桥梁总长27.22公里，隧道总长18.72公里。全线采用双向四车道高速公路标准，设有柞水、镇安两处服务区及4处互通式立交，设计行车速度80公里/小时。

### 小河至安康段
简称“小康高速”，于2005年10月31日开工建设，2009年5月28日建成通车。起点位于旬阳县小河镇坪槐村，接柞小高速公路，途经桐木镇、麻坪镇和茨沟镇、谭坝镇、花园乡，终点位于安康市汉滨区五里镇尹家营村，设安康枢纽立交与安川高速公路及十天高速公路相接。全长58.26公里，设计速度80公里/小时，采用双向四车道标准设计，整体式路基宽度24.5米，分离式路基宽度12.25米，概算总投资51.8亿元。主要工程量为：路基土石方783.52万立方米；分离式特大桥10.03公里/6座、大桥25.2公里/76座、中桥2.91公里/40座、人行天桥274.65米/4座；互通式立交3处；跨线桥4处；通道9道；涵洞98道；沥青混凝土路面882.1千平方米；特长隧道36.84公里/6座（单幅）、长隧道6.52公里/4座（单幅）、中短隧道5.91公里/21座（单幅）。

#### 包家山隧道
是小康高速全线控制性工程，全长11.2公里，进口位于旬阳县桐木沟，出口位于汉滨区茨沟镇路家沟口，穿越了南秦岭山脉的青山和玉皇山两道山峰。隧道主洞高7米，宽11米，于2006年4月30日开工建设，围岩以千枚岩、片岩为主，穿越37条断层和多处破碎带，施工中经历了7次大涌水，146次涌水涌沙、突泥，168次大小塌方，2009年1月21日全线贯通，5月28日正式通车，2011年12月通过竣工验收。建成时是中国第三长的公路隧道（仅次于秦岭终南山隧道、麦积山隧道）。隧道设置斜井3个、竖井1个、车行横洞18个、人行横洞29个、配电洞室8个、泄水沉砂池3处、特殊灯光带2处，隧道建设共消耗水泥30万吨、钢材2.1万吨、砂石112万立方米、炸药2500吨、雷管300万发、开挖土石方255万立方米，总投资12亿元人民币。
- 设计单位：陕西省公路勘测设计院
- 施工单位：中铁十二局集团有限公司、中铁隧道股份有限公司、中铁十八局集团有限公司
- 监理单位：武汉大通监理咨询有限公司

包家山隧道于2013年荣获第十一届“中国土木工程詹天佑奖”。

## 沿线设施列表

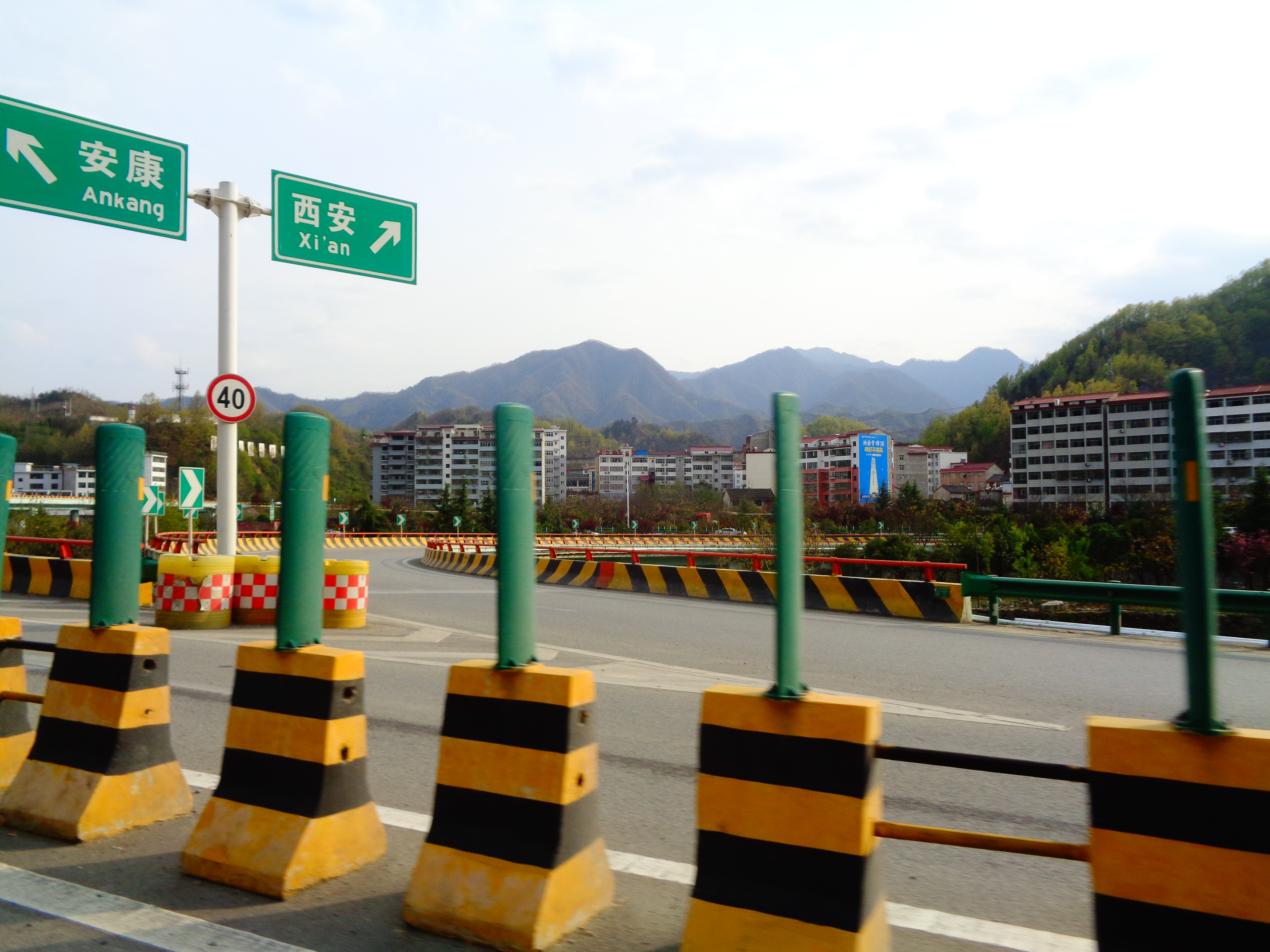
柞水出口

| 地区                                                                                         | 里程     | 类型                                       | 名称            | 连接             | 说明 |
| -------------------------------------------------------------------------------------------- | -------- | ------------------------------------------ | --------------- | ---------------- | ---- |
| 西安市 雁塔区                                                                                |          | 枢纽                                       | 曲江枢纽        | 西安绕城高速     |      |
| 西安市 长安区                                                                                |          | 出入口                                     | 韦曲            | 316县道          |      |
| 西安市 长安区                                                                                |          | 枢纽                                       | 王莽枢纽        | 西安外环         |      |
| 西安市 长安区                                                                                |          | 出入口                                     | 太乙宫          | 108省道          |      |
| 西安市 长安区                                                                                | 912.425  | 停车场 · 加油设施 · 修车站 · 餐厅          | 南五台服务区    | 南五台服务区     |      |
| 西安市 长安区                                                                                |          | 隧道                                       | 南五台隧道      | 南五台隧道       |      |
| 西安市 长安区                                                                                |          | 隧道                                       | 北九沟隧道      | 北九沟隧道       |      |
| 西安市 长安区                                                                                |          | 隧道                                       | 道沟峪隧道      | 道沟峪隧道       |      |
| 西安市 长安区                                                                                |          | 隧道                                       | 清沟隧道        | 清沟隧道         |      |
| 西安市 长安区                                                                                |          | 隧道                                       | 黄土梁隧道      | 黄土梁隧道       |      |
| 西安市 长安区                                                                                |          | 隧道                                       | 小瓢沟隧道      | 小瓢沟隧道       |      |
| 西安市 长安区                                                                                |          | 隧道                                       | 青岔隧道        | 青岔隧道         |      |
| 西安市 长安区                                                                                |          | 隧道                                       | 后沟隧道        | 后沟隧道         |      |
| 西安市 长安区                                                                                |          | 隧道                                       | 石砭峪隧道      | 石砭峪隧道       |      |
| 市界                                                                                         |          | 隧道                                       | 秦岭终南山隧道  | 秦岭终南山隧道   |      |
| 商洛市 柞水县                                                                                |          | 隧道                                       | 小峪口隧道      | 小峪口隧道       |      |
| 商洛市 柞水县                                                                                |          | 出入口                                     | 营盘            | 211国道          |      |
| 商洛市 柞水县                                                                                |          | 隧道                                       | 四道河一号隧道  | 四道河一号隧道   |      |
| 商洛市 柞水县                                                                                |          | 隧道                                       | 四道河二号隧道  | 四道河二号隧道   |      |
| 商洛市 柞水县                                                                                |          | 隧道                                       | 药王沟一号隧道  | 药王沟一号隧道   |      |
| 商洛市 柞水县                                                                                |          | 隧道                                       | 药王沟二号隧道  | 药王沟二号隧道   |      |
| 商洛市 柞水县                                                                                |          | 隧道                                       | 车家河隧道      | 车家河隧道       |      |
| 商洛市 柞水县                                                                                |          | 隧道                                       | 界牌湾隧道      | 界牌湾隧道       |      |
| 商洛市 柞水县                                                                                |          | 隧道                                       | 柞水隧道        | 柞水隧道         |      |
| 商洛市 柞水县                                                                                |          | 隧道                                       | 纸房沟隧道      | 纸房沟隧道       |      |
| 商洛市 柞水县                                                                                |          | 出入口                                     | 柞水            | 211国道          |      |
| 商洛市 柞水县                                                                                | 968.000  | 停车场 · 加油设施 · 修车站 · 餐厅          | 柞水服务区      | 柞水服务区       |      |
| 商洛市 柞水县                                                                                |          | 枢纽                                       | 柞水东枢纽      | 水阳高速         |      |
| 商洛市 柞水县                                                                                |          | 隧道                                       | 渡船口隧道      | 渡船口隧道       |      |
| 商洛市 柞水县                                                                                |          | 隧道                                       | 叶家湾隧道      | 叶家湾隧道       |      |
| 商洛市 柞水县                                                                                |          | 隧道                                       | 河家口隧道      | 河家口隧道       |      |
| 县界                                                                                         |          | 隧道                                       | 古道岭隧道      | 古道岭隧道       |      |
| 商洛市 镇安县                                                                                |          | 隧道                                       | 下台子隧道      | 下台子隧道       |      |
| 商洛市 镇安县                                                                                |          | 隧道                                       | 梅花店隧道      | 梅花店隧道       |      |
| 商洛市 镇安县                                                                                |          | 隧道                                       | 黄家扁隧道      | 黄家扁隧道       |      |
| 商洛市 镇安县                                                                                |          | 隧道                                       | 柏树坪一号隧道  | 柏树坪一号隧道   |      |
| 商洛市 镇安县                                                                                |          | 隧道                                       | 柏树坪二号隧道  | 柏树坪二号隧道   |      |
| 商洛市 镇安县                                                                                |          | 隧道                                       | 杨家湾隧道      | 杨家湾隧道       |      |
| 商洛市 镇安县                                                                                |          | 隧道                                       | 清坪隧道        | 清坪隧道         |      |
| 商洛市 镇安县                                                                                |          | 隧道                                       | 枣园隧道        | 枣园隧道         |      |
| 商洛市 镇安县                                                                                | 1006.580 | 出入口 · 停车场 · 加油设施 · 修车站 · 餐厅 | 镇安 镇安服务区 | 211国道          |      |
| 商洛市 镇安县                                                                                |          | 隧道                                       | 青龙嘴隧道      | 青龙嘴隧道       |      |
| 商洛市 镇安县                                                                                |          | 隧道                                       | 镇安隧道        | 镇安隧道         |      |
| 商洛市 镇安县                                                                                |          | 隧道                                       | 表功铺隧道      | 表功铺隧道       |      |
| 商洛市 镇安县                                                                                |          | 隧道                                       | 石房湾隧道      | 石房湾隧道       |      |
| 商洛市 镇安县                                                                                |          | 隧道                                       | 龙头湾一号隧道  | 龙头湾一号隧道   |      |
| 商洛市 镇安县                                                                                |          | 隧道                                       | 龙头湾二号隧道  | 龙头湾二号隧道   |      |
| 商洛市 镇安县                                                                                |          | 隧道                                       | 长哨隧道        | 长哨隧道         |      |
| 商洛市 镇安县                                                                                |          | 隧道                                       | 黄土凸隧道      | 黄土凸隧道       |      |
| 商洛市 镇安县                                                                                |          | 隧道                                       | 石家庄隧道      | 石家庄隧道       |      |
| 商洛市 镇安县                                                                                |          | 隧道                                       | 杨家河隧道      | 杨家河隧道       |      |
| 商洛市 镇安县                                                                                |          | 出入口                                     | 东坪            | 211国道          |      |
| 商洛市 镇安县                                                                                |          | 隧道                                       | 白沙滩一号隧道  | 白沙滩一号隧道   |      |
| 商洛市 镇安县                                                                                |          | 隧道                                       | 白沙滩二号隧道  | 白沙滩二号隧道   |      |
| 商洛市 镇安县                                                                                |          | 隧道                                       | 张家坪隧道      | 张家坪隧道       |      |
| 商洛市 镇安县                                                                                |          | 隧道                                       | 铜关隧道        | 铜关隧道         |      |
| 商洛市 镇安县                                                                                |          | 隧道                                       | 晏家河隧道      | 晏家河隧道       |      |
| 商洛市 镇安县                                                                                |          | 隧道                                       | 鲁家湾隧道      | 鲁家湾隧道       |      |
| 商洛市 镇安县                                                                                |          | 隧道                                       | 狮子崖隧道      | 狮子崖隧道       |      |
| 商洛市 镇安县                                                                                |          | 隧道                                       | 后坡隧道        | 后坡隧道         |      |
| 安康市 旬阳市                                                                                |          | 出入口                                     | 小河            | 211国道          |      |
| 安康市 旬阳市                                                                                |          | 隧道                                       | 苟家山隧道      | 苟家山隧道       |      |
| 安康市 旬阳市                                                                                |          | 隧道                                       | 王家台隧道      | 王家台隧道       |      |
| 安康市 旬阳市                                                                                |          | 隧道                                       | 大棕坡隧道      | 大棕坡隧道       |      |
| 安康市 旬阳市                                                                                |          | 隧道                                       | 桐木隧道        | 桐木隧道         |      |
| 县界                                                                                         |          | 隧道                                       | 包家山隧道      | 包家山隧道       |      |
| 安康市 汉滨区                                                                                |          | 隧道                                       | 王庄隧道        | 王庄隧道         |      |
| 安康市 汉滨区                                                                                |          | 出入口                                     | 茨沟            | 210省道          |      |
| 安康市 汉滨区                                                                                | 1059.900 | 停车场 · 飲料小吃                          | 安康北停车区    | 安康北停车区     |      |
| 安康市 汉滨区                                                                                |          | 隧道                                       | 滚子沟隧道      | 滚子沟隧道       |      |
| 安康市 汉滨区                                                                                |          | 隧道                                       | 黄龙隧道        | 黄龙隧道         |      |
| 安康市 汉滨区                                                                                |          | 隧道                                       | 档亚子隧道      | 档亚子隧道       |      |
| 安康市 汉滨区                                                                                |          | 隧道                                       | 松林隧道        | 松林隧道         |      |
| 安康市 汉滨区                                                                                |          | 出入口                                     | 谭坝            | 东松公路         |      |
| 安康市 汉滨区                                                                                |          | 隧道                                       | 谭坝一号隧道    | 谭坝一号隧道     |      |
| 安康市 汉滨区                                                                                |          | 隧道                                       | 谭坝二号隧道    | 谭坝二号隧道     |      |
| 安康市 汉滨区                                                                                |          | 隧道                                       | 谭坝三号隧道    | 谭坝三号隧道     |      |
| 安康市 汉滨区                                                                                |          | 隧道                                       | 谭坝四号隧道    | 谭坝四号隧道     |      |
| 安康市 汉滨区                                                                                |          | 出入口                                     | 安康机场        | 机场路           |      |
| 安康市 汉滨区                                                                                |          | 枢纽 · 出入口                              | 五里枢纽 五里   | 十天高速 316国道 |      |
| 1.000 英里 = 1.609 千米；1.000 千米 = 0.621 英里 并行路段 • 已关闭／取消 • 限制进入 • 未开放 |          |                                            |                 |                  |      |